# NGC 950
NGC 950 (również PGC 9461) – galaktyka spiralna (Sb), znajdująca się w gwiazdozbiorze Wieloryba. Odkrył ją Ormond Stone w 1886 roku.